# Aarnoud van Heemstra
Aarnoud Jan Anne Aleid (Aarnoud) baron van Heemstra (Vreeland, 22 juli 1871 – Den Haag, 30 december 1957) was een Nederlands jurist en politicus.

## Leven en werk
Van Heemstra werd geboren als zoon van mr. Willem Hendrik Johan baron van Heemstra (1841-1909), burgemeester van Vreeland en Wilhelmina Cornelia de Beaufort (1843-1927). Hij groeide op in zijn ouderlijk huis, Huis Doorn. Hij trouwde in 1896 Elbrig Willemine Henriette barones van Asbeck (1873-1939) met wie hij zes kinderen kreeg. Een van hen was Ella van Heemstra, de moeder van de actrice Audrey Hepburn. Hij hertrouwde in 1947 met mr. Anna Eliza Roosenburg (1901-1988).
Van Heemstra studeerde aan de Universiteit Utrecht, promoveerde in 1896 tot doctor in de rechten en vestigde zich daarna als advocaat-procureur te Arnhem, waar hij ook kantonrechter-plaatsvervanger was. In 1902 volgde zijn benoeming tot ambtenaar van het Openbaar Ministerie bij het kantongerecht te Roermond, waar hij bovendien verschillende andere functies bekleedde en in oktober 1909 werd hij benoemd tot substituut-officier van justitie bij de arrondissementsrechtbank te Maastricht.

## Burgemeesterschap
Van Heemstra werd in 1910 benoemd tot burgemeester van Arnhem. Hij woonde met zijn gezin op het landgoed Zijpendaal in het door hem van de gemeente Arnhem gehuurde Huis Zijpendaal, vlak bij Arnhem. Voor Arnhem kreeg hij in de tien jaar burgemeesterschap voor elkaar dat de Nederlandse Heidemaatschappij zich in Arnhem vestigde, het Nederlandsch Openluchtmuseum van de grond kwam en dat er veel betaalbare woningen voor de Arnhemse bevolking werden gebouwd.

## Gouverneurschap
Van Heemstra was gouverneur van Suriname van 1921 tot 1928. Zijn doel was Suriname naar een hoger plan te tillen, het meer zelfstandig en zelfvoorzienend te maken. Dit was zeer tegen de behoudende Nederlandse regering in en stuitte op onbegrip en desinteresse. Hij had reeds als enige van de gouverneurs van Suriname reizen naar het binnenland ondernomen om zich op de hoogte te stellen van de mogelijkheden tot economische ontwikkeling van dat deel. Suriname moest meer zijn dan een wingewest voor Nederland. Doordat de gelden voor het ambtenarenapparaat die beschikbaar werden gesteld vanuit de Nederlandse regering te laag waren voor een goede salariëring voor de ambtenaren, achtte hij het noodzakelijk dat aanvullingen daarop uit eigen gewin afkomstig zouden moeten worden. Dan konden er meer en kundigere ambtenaren in dienst treden. Hij knoopte relaties aan met het Amerikaanse bauxietwinningsbedrijf Aluminium Company of America (Alcoa) om de producties te kunnen uitbreiden. Over deze winningen maakte hij een film.
Tijdens zijn verlof in Nederland in 1924 knoopte hij relaties aan met het Nederlands bedrijfsleven teneinde investeringen in Suriname van de grond te krijgen, wat uitmondde in de oprichting van de Ondernemersraad voor Suriname. Om tegenwicht te bieden aan het monopolie van Alcoa, voerde hij onderhandelingen met het Duitse Stinnesconcern, dat ondernemingen in mijnbouw, zware industrie en elektrotechniek had. Samen met de Koloniale Staten trachtte hij door de verhoging van de uitvoerrechten op bauxiet meer inkomsten voor Suriname te genereren, maar de regering verhinderde dit. Dit eigenmachtig optreden van Van Heemstra werd hem door de regering in Den Haag niet in dank afgenomen. In plaats daarvan trachtte de regering met Alcoa te onderhandelen in ruil voor een betere positie in de Verenigde Staten van Shell ten opzichte van Standard Oil. Van Heemstra nam daarop in 1928 ontslag en keerde als ambteloos burger terug naar Nederland. 

## De Rijkseenheid
Hij ging weer op Zijpendaal wonen en werd in 1929 redacteur van het net opgerichte 'Politiek Economisch Weekblad', dat al spoedig werd omgedoopt tot 'De Rijkseenheid, Staatkundig economisch weekblad ter versterking van de banden tusschen Nederland en de Indiën'. Dit bleef hij tot 1940.
Aanvankelijk was hij in 1935 pro-Duits en pro-Japans, maar in 1938 was hij daarin van mening veranderd en propageerde een Europees blok als tegenwicht tegen Japan. 

## Tweede Wereldoorlog
Tijdens de Duitse bezetting weigerde hij als voorzitter van de Nederlandsche Vereeniging voor Armenzorg en Weldadigheid en van het Nationale Fonds voor Bijzondere Nooden een samenwerking aan te gaan met de NSB-organisatie Winterhulp Nederland. In 1942 werden door de bezetter vrijwel al zijn bezittingen geconfisqueerd, zoals landerijen, huizen, banktegoeden, aandelen en juwelen. Wel mocht hij na aandringen blijven wonen op Zijpendaal, maar moest wel genoegen nemen met de inkwartiering van enkele Duitse officieren. Onder dwang moest hij toch vertrekken naar een van zijn andere huizen, eerst in Oosterbeek en daarna in Velp (villa Beukenhof). In deze laatste woning ving hij in 1942 zijn schoondochter (wier man als een van de eersten door de Duitsers, als vergelding voor een sabotage op een trein met Duitse militairen, als Todeskandidat werd gefusilleerd), zijn dochter Ella van Heemstra en zijn kleindochter Audrey Hepburn op. In 1944 bood hij verder onderdak en voeding aan 36 evacuees uit het gebombardeerde Arnhem en ook voeding aan een in de kelder ondergedoken Britse paratrooper.
Na de oorlog verhuisde hij onder druk van de publieke opinie wegens het niet onbesproken gedrag van zijn dochter jegens de bezetter, naar Den Haag, waar hij opnieuw huwde, aangezien zijn eerste vrouw in 1939 was overleden.

## Onderscheidingen
- Ridder in de Orde van de Nederlandse Leeuw
- Commandeur in de Orde van Oranje-Nassau
- Grootofficier in de Huisorde van Oranje
- Ereridder Johanniterorde